# Зимин, Илья Дмитриевич
Илья Дмитриевич Зимин (род. 28 февраля 1997, Санкт-Петербург) — российский фигурист, выступавший в танцах на льду. В паре с Анастасией Сафроновой был бронзовым призёром Кубка России (2016, 2018).

## Карьера
В соревновательных сезонах 2009/10 и 2010/11 Зимин выступал в парном катании вместе с Анной Костиной. Пара состязалась на петербургских турнирах младших возрастных категорий, представляя СДЮШОР Санкт-Петербурга.
В 2012 году Зимин перешёл из парного катания в танцы на льду. Его первой партнёршей в новой дисциплине стала Алиса Курценовская. Они провели один совместный сезон, став за это время победителями финала Кубка Санкт-Петербурга в разряде кмс и участвовали в международном юниорском турнире Volvo Open Cup, финишировав предпоследними.
В сезоне 2013/14 Зимин образовал танцевальный дуэт с Анастасией Сафроновой. На дебютном для себя чемпионате России 2015 они заняли девятое место. В следующем году пара стала восьмой, а через два месяца после завершения чемпионата страны Зимин и Сафронова завоевали бронзовую медаль в финале Кубка России.
В 2015—2016 годах пара участвовала в международном турнире Warsaw Cup, где финишировала девятыми и седьмыми соответственно. В рамках чемпионата России 2017 и 2018 годов они завершали турнир на десятом месте. В сезоне 2017/18 Зимин и Сафронова во второй раз в карьере стали обладателями бронзовых медалей в финале Кубка России.

## Результаты
В паре с Анастасией Сафроновой
| Соревнования                | 13/14         | 14/15         | 15/16         | 16/17         | 17/18         |
| Международные               | Международные | Международные | Международные | Международные | Международные |
| --------------------------- | ------------- | ------------- | ------------- | ------------- | ------------- |
| Warsaw Cup                  |               |               | 9             | 7             |               |
| Мемориал Павела Романа      |               | 7             |               |               |               |
| Международные среди юниоров |               |               |               |               |               |
| Volvo Open Cup              | 14            |               |               |               |               |
| Ice Star                    | 12            |               |               |               |               |
| Национальные                |               |               |               |               |               |
| Чемпионат России            |               | 9             | 8             | 10            | 10            |
| Финал Кубка России          |               |               | 3             | 5             | 3             |
| Мемориал Н.А. Панина        |               |               |               | 1             | 2             |
| Чемпионат Санкт-Петербурга  |               | 1             | 1             |               | 2             |